# Cis maculatus
Cis maculatus is een keversoort uit de familie houtzwamkevers (Ciidae). De wetenschappelijke naam van de soort werd in 1939 gepubliceerd door Chûjô.